# Sveta Lucija
Sveta Lucija, krščanska mučenka in svetnica, * 284, Sirakuze, današnja Sicilija, † 304, Sirakuze.
Sveta Lucija (tudi Lukia), je bila premožna mlada krščanska mučenka, ki jo kot svetnico častijo tako katoliški kot tudi pravoslavni kristjani. Njen god praznujemo 13. decembra, ko je po starem julijanskem koledarju najdaljša noč v letu. Poleg tega je zaradi imena, ki prihaja iz besede latinske »lux« (luč, svetloba), tudi zavetnica vseh slepih in slabovidnih. 
Lucija je ena izmed zelo redkih svetnikov, ki jih praznujejo pripadniki luteranskih Cerkva, posebej še med skandinavskimi narodi, ki na dan svete Lucije praznujejo njen god s številnimi elementi germanskega poganstva.

## Življenje
Lucija je bila kot kristjanka preganjana v času Dioklecijanovega vladanja. Snubec naj bi se zaljubil v njene oči. Lucija je zaradi obljube devištva Bogu zavrnila poroko. Iztaknila si je oči in mu jih poslala, Marija pa ji je podarila nove, še lepše. Doto je razdala ubogim, njen nesojeni mož jo je ovadil guvernerju Sirakuz. Ta jo je ukazal mučiti, kakor ji je napovedala že sveta Agata, ko je Lucija z materjo obiskala njen grob v bližnji Catanii. Ker je čudežno niso mogli ne premakniti ne sežgati, ji je stražar z mečem prebodel grlo, vendar je kljub temu še naprej glasno molila. 
Najstarejši zapis o njej je iz 5. stoletja. Do leta 1861 so bile njene relikvije v cerkvi, njej posvečeni v Benetkah; po rušenju, so bile prenesene v cerkev San Geremia (Svetega Jeremije).